# Вулластон, Чарльз
Чарльз Генри Рейнолдз Вулластон (англ. Charles Henry Reynolds Wollaston; 31 июля 1849 — 22 июня 1926) — английский футболист и крикетист, известный по выступлениям за клубы «Оксфорд Юниверсити», «Уондерерс» и «Клэпем Роверс», а также за сборную Англии в 1870-е годы. Первый футболист, выигравший пять Кубков Англии.

## Клубная карьера
Уроженец Фелпема (графство Суссекс), Вулластон получил образование в колледже Лансинга и в Тринити-колледже (Оксфордский университет). Выступал за футбольные команды этих колледжей. С 1870 года играл за клуб «Уондерерс». Принял участие в первом в истории финале Кубка Англии, в котором «Уондерерс» обыграл «Ройал Энджинирс». Год спустя снова сыграл в финале Кубка Англии, забив гол в ворота «Оксфорд Юниверсити» и выиграв свой второй Кубок Англии. Впоследствии выиграл ещё три Кубка Англии: в 1876, 1877 и 1878 году, став первым игроком, выигравшим пять Кубков Англии. Этот рекорд (пять Кубков Англии) впоследствии повторили (но не превзошли) Артур Киннэрд, Джимми Форрест и Патрик Виейра. Рекорд был побит только в 2010 году Эшли Коулом, выигравшим шесть Кубков Англии.
В матче первого раунда Кубка Англии сезона 1873/1874 против «Фарнингема» Вулластон забил четыре гола за «Уондерерс». До этого он делал хет-трики в матчах против «Клэпем Роверс» в 1872 году и против «Сивил Сервис» в 1873 году.
Вулластон выступал за «Уондерерс» на протяжении десяти сезонов, был капитаном команды. В 1879 году стал клубным секретарём. В 1880 году перешёл в клуб «Клэпем Роверс».
5 апреля 1879 года был судьёй матча между сборными Англии и Шотландии. В 1884 году судил матч между клубами «Олд Уэстминтерс» и «Уэнсбери Таун».
В 2013 году Вулластон попал на специальное издание карты метро Лондона, выпущенное Футбольной ассоциацией Англии по случаю своего 150-летнего юбилея. На карте названия станций были заменены именами известных футболистов.

## Карьера  в сборной Англии
7 марта 1874 года дебютировал за сборную Англии в матче против сборной Шотландии. 6 марта 1875 года сыграл свой второй матч за сборную (вновь против Шотландии). Согласно ряду источников, включая три газетных репортажа, первый гол в этом матче забил Александер Бонсор, однако по другим данным первый гол англичан забил Вулластон после розыгрыша штрафного удара. 13 марта 1880 года в своём четвёртом матче за сборную был капитаном англичан.

### Матчи за сборную Англии
| № | Дата          | Стадион                     | Соперник  | Результат | Голы               | Турнир            |
| - | ------------- | --------------------------- | --------- | --------- | ------------------ | ----------------- |
| 1 | 7 марта 1874  | «Гамильтон Кресент», Глазго | Шотландия | 1:2       |                    | Товарищеский матч |
| 2 | 6 марта 1875  | «Овал», Кеннингтон, Лондон  | Шотландия | 2:2       | 24′ (оспаривается) | Товарищеский матч |
| 3 | 3 марта 1877  | «Овал», Кеннингтон, Лондон  | Шотландия | 1:3       |                    | Товарищеский матч |
| 4 | 13 марта 1880 | «Хэмпден Парк», Глазго      | Шотландия | 4:5       |                    | Товарищеский матч |

## Футбольные достижения
Уондерерс
- Обладатель Кубка Англии (5): 1872, 1873, 1876, 1877, 1878

## Крикет
Провёл 13 матчей по крикету с 1863 по 1869 год. Выступал за крикетные команды колледжа Лансинга, Оксфордского университета, команду Фрэнсиса Берли и команду «Этсетераз».

## Вне спорта
По образованию был юристом. С 1875 года работал солиситором. С 1878 по 1898 год работал в Национальном провинциальном банке в качестве помощника секретаря, затем — в качестве секретаря и одного из директоров.